# Viola (instrument)

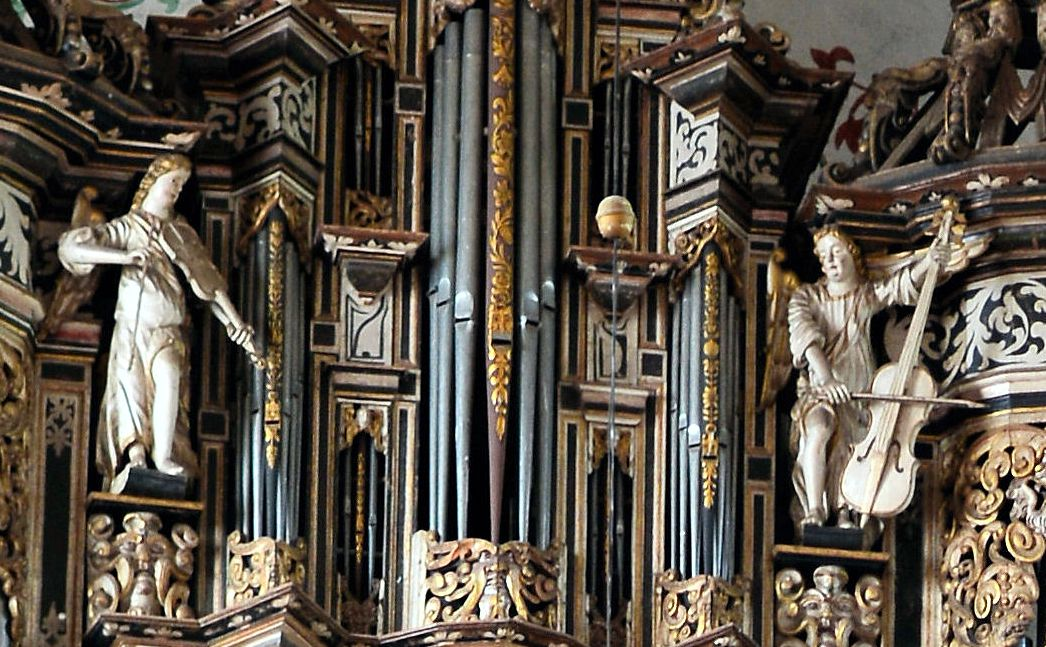
Fragment prospektu organów kamieńskich z figurami aniołów grającymi na viola da braccio (po lewej) i viola da gamba (po prawej)

Viola (też wiola) – rodzina dawnych instrumentów muzycznych z grupy chordofonów smyczkowych, popularnych w renesansie i baroku. 
Viole były znane w Europie już w późnym średniowieczu, jednak nie miały wtedy jeszcze jednolitej budowy ani stroju. Dopiero na przełomie XV i XVI wieku ukształtowały się ich typowe formy, dające początek trzem rodzinom instrumentów: lirom da braccio, violom da braccio i violom da gamba. 
Instrumenty te były używane do gry solowej i zespołowej. Różniły się budową, wielkością pudła rezonansowego, liczbą strun, strojem oraz sposobem trzymania – da braccio (z wł. ramię) trzymano na ramieniu, da gamba (z wł. noga) na kolanach lub między nimi. 
Viole da gamba wcześniej niż viole da braccio uformowały odrębną klasę instrumentów. Jednak ich rozwój został zarzucony i jedynie kontrabasowa viola da gamba stała się prototypem dzisiejszego kontrabasu, pozostałe są dziś określane jako wiole lub gamby i wykorzystywane głównie w muzyce dawnej. Natomiast odmiany violi da braccio dały podstawę współczesnemu instrumentarium smyczkowemu – skrzypcom, altówkom i wiolonczelom.
| viole da gamba                                                  | viole da braccio                                      |
| --------------------------------------------------------------- | ----------------------------------------------------- |
| płyta spodnia plaska                                            | płyta spodnia wypukła                                 |
| płyta spodnia w górnej części nachylona ku szyjce (tzw. daszek) | płyta spodnia bez nachylenia                          |
| boczki wysokie                                                  | boczki niskie                                         |
| górne boczki spadziste w stosunku do szyjki                     | górne boczki prostopadle w stosunku do szyjki         |
| krawędzie płyt nie wystające poza boczki                        | krawędzie płyt wystające poza boczki                  |
| wewnątrz instrumentu poprzeczki wzmacniające                    | wewnątrz instrumentu podłużna belka basowa            |
| otwory rezonansowe w kształcie litery „C” lub płomieniste       | otwory w kształcie stylizowanej litery „f” (tzw. efy) |
| szeroka szyjka                                                  | wąska szyjka                                          |
| progi jelitowe zawiązywane wokół szyjki i podstrunnicy          | szyjka bez progów                                     |
| sześć lub siedem cienkich strun                                 | cztery grube struny                                   |
| brzmienie nikłe i płaskie                                       | brzmienie pełne i soczyste                            |